# Linșaj

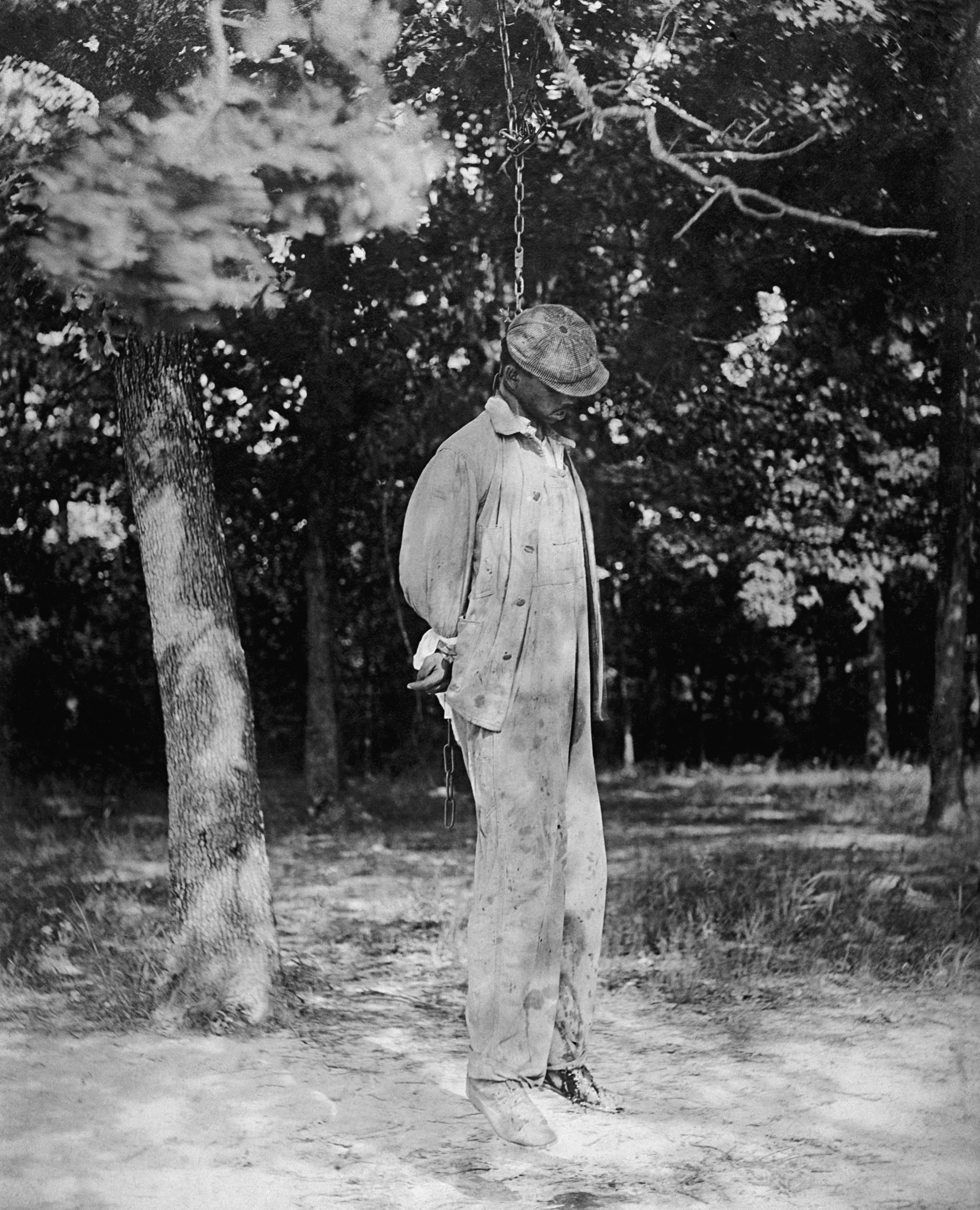
Un afro-american ucis prin spânzurare în urma unui act de linșaj.

Linșajul sau linșarea reprezintă uciderea unei persoane sau grup de persone, considerate vinovate, de către o mulțime aflată într-o stare de tensiune emoțională și fără parcurgerea unui proces judiciar.
Scopul constă fie în obținerea unei satisfacții justițiare, fie intimidarea unor persoane, minorități, etnii etc.
În perioada 1882 - 1968, în SUA au fost linșate circa 4.800 de persoane, din care aproximativ 3.500 au fost afro-americani.
Printre persoanele celebre care au fost linșate se numără:
- Joseph Smith, Jr., lider religios american;
- Leo Frank, evreu american;
- Hyrum Smith, lider religios american;
- James Cameron (activist)⁠(en)[traduceți] american (a supraviețuit încercării de linșaj);
- Maria Luisa de Savoia, prințesă franceză;
- Bernard-René de Launay, guvernator al închisorii Bastilia;
- Jesse Washington, muncitor afro-american;
- Farkhunda Malikzada, femeie afgană.